# Gennadi Aviè (cònsol 450)
Gennadi Aviè (fl. 450–460) va ser un polític influent de l'Imperi Romà d'Occident. Va ser cònsol l'any 450, juntament amb Valentinià III. El 452, va ser enviat a Àtila; juntament amb el papa Lleó I i Trigeci va negociar amb èxit una treva. Va tenir un fill i una filla; el seu fill seria cònsol l'any 490.

## Biografia
Aviè era membre d'una antiga i noble família romana, els orígens de la qual es remunten al cònsol de l'any 59, Marc Valeri Mesalla Corví. Aviè era el pare d'Anici Probe Faust, cònsol l'any 490, i d'una filla anomenada Estefania, el fill de la qual, Rufí Magne Faust Aviè, va rebre el nom del seu avi i fou cònsol el 502.
Aviè va ser escollit cònsol per a l'any 450, juntament amb l'emperador Valentinià III. Dos anys més tard, el 452, va ser enviat per Valentinià i el Senat romà com a enviat al rei dels huns, Àtila, juntament amb Trigeci i el bisbe de Roma, Lleó I. Van aconseguir negociar una treva amb Àtila, tot i que l'historiador Pròsper d'Aquitània va minimitzar el paper d'Aviè, donant tot el mèrit de l'èxit a Lleó, ignorant tant Trigeci com Aviè.
Aviè també va ocupar diversos altres càrrecs, dels quals almenys un era civil, però no s'han conservat detalls sobre aquest assumpte.
El 467, el poeta gal·loromà Sidoni Apol·linar va ser enviat a Roma per portar a l'emperador una petició del seu poble; diu que Aviè va ser un dels dos funcionaris civils més influents de Roma a la dècada del 460, juntament amb Cecina Deci Basili. Tanmateix, Aviè es va distingir de Basili, ja que va utilitzar la seva influència per promoure la carrera dels seus propis associats, sense tenir temps per ocupar-se dels que sortien de fora del seu cercle. Tot i ser més acollidor que Basili, Aviè era menys digne de confiança.